# Николо-Угол
Николо-Угол — железнодорожный разъезд в Антроповском муниципальном районе Костромской области. Входит в состав Антроповского сельского поселения

## География
Находится в центральной части Костромской области на расстоянии приблизительно 3 км на восток-юго-восток по прямой от поселка Антропово, административного центра района у железнодорожной линии Галич-Свеча.

## История
Появление разъезда связано со строительством Вологдо-Вятской железной дороги в самом начале XX века. Название разъезду дал находящийся южнее погост Никольское на Углу (ныне урочище Угол). До 2018 года входил в состав Курновского сельского поселения.

## Население
Постоянное население составляло 3 человека в 2002 году (русские 100 %), 0 в 2022.